# Janne Lindberg
Janne Lindberg (Kuusankoski, 25 maggio 1966) è un allenatore di calcio ed ex calciatore finlandese, di ruolo centrocampista, tecnico del Sudet.

## Carriera

### Club
Dopo aver trascorso le giovanili nel Kuusankoski, all'età di 24 anni Lindberg passa all'Haka e, due anni dopo, cambia nuovamente maglia per indossare quella del MyPa. Durante il periodo trascorso al MyPa, Lindberg ottiene la consacrazione internazionale, facendo l'esordio sia in Coppa UEFA che nella Nazionale finlandese. Nel 1994, per un costo complessivo di 250.000 sterline, Lindberg passa al Greenock Morton insieme al compagno di squadra e connazionale Marko Rajamäki, facendo il suo debutto con la nuova squadra il 22 ottobre dello stesso anno, nel match perso per 2-1 contro il Berwick Rangers. Dopo il mancato rinnovo del contratto, nel 1997 firma con il Saarbrucken, ma, dopo appena un anno, ritorna in patria nel MyPa, dove resterà fino al 2005, anno del suo ritiro dal calcio giocato.

### Nazionale
Durante la sua carriera scenderà in campo con la Nazionale per 34 volte, segnando anche un gol.

### Allenatore
Dopo un paio di anni dal ritiro, Lindberg siede per breve tempo sulla panchina del VPS nel 2007, per poi andare ad allenare il MyPa l'anno successivo.

## Palmarès

### Giocatore

#### Competizioni nazionali
- Campionato finlandese: 1

MyPa: 2005
- Coppa di Finlandia: 2

MyPa: 2002, 2004
- Scottish Second Division: 1

Greenock Morton: 1994-1995